# Milder Glanz-Täubling
Der Milde Glanz-Täubling (Russula nitida) ist ein Pilz aus der Familie der Täublingsverwandten. Es ist ein mild schmeckender Täubling, den man häufig unter Birken finden kann. Die sehr variable Art hat viele Varietäten und Formen, ein gutes Erkennungsmerkmal ist der stark geriefte Hutrand.

## Merkmale

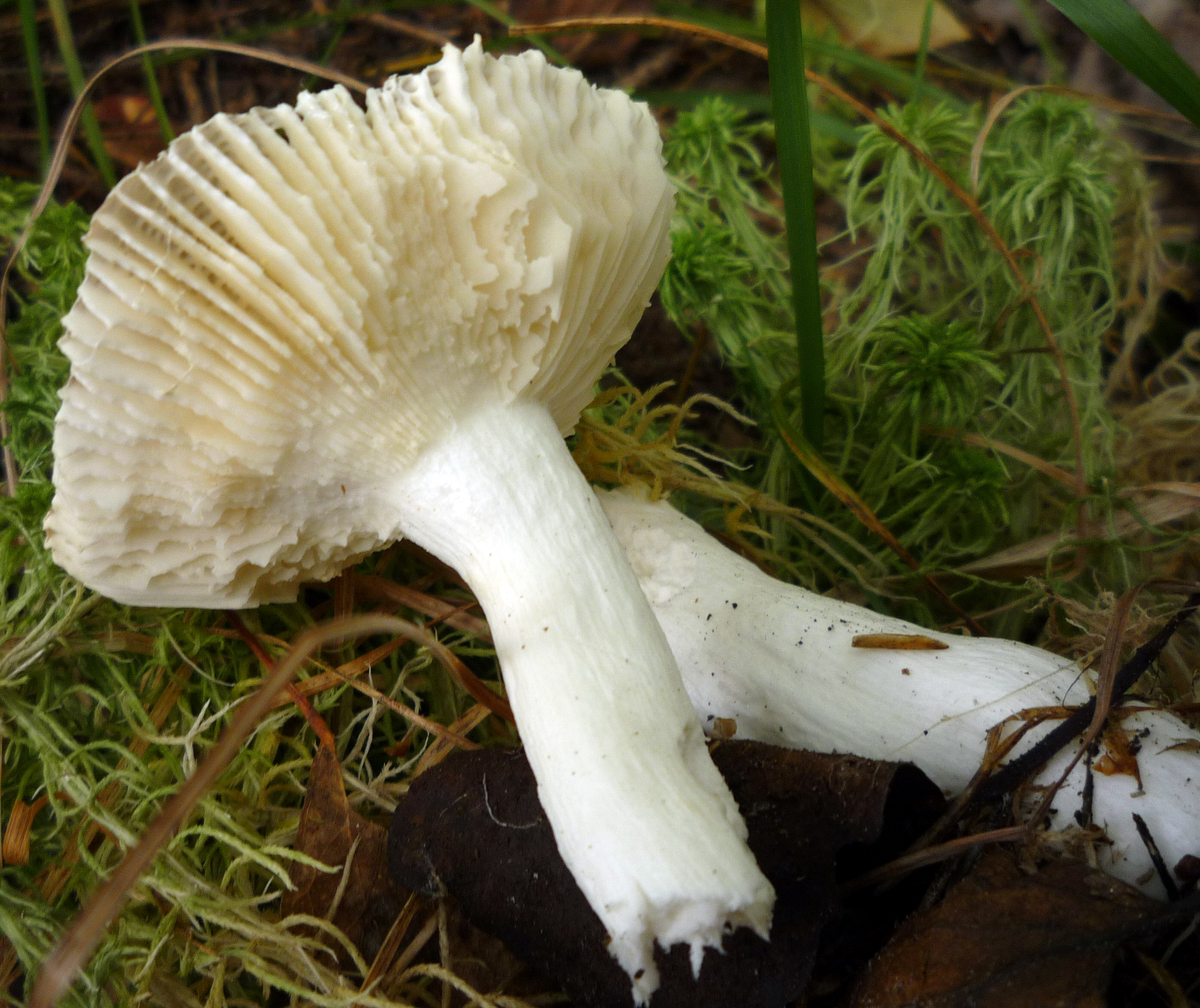
Hutunterseite mit den Lamellen des Milden Glanz-Täublings

### Makroskopische Merkmale
Der Hut ist 3–7 cm breit und relativ fleischig und fest. Er ist weinrot, purpurviolett oder rotbraun, selten rosa oder hellrot gefärbt. Die Hutmitte ist mehr oder weniger niedergedrückt, im Alter oft olivfarben, gelblich oder bräunlich ausgebleicht. Oft zeigt sich eine dunklere Zone um die hellere Mitte. Der Rand ist dünn bis durchscheinend und grob höckerig gerieft. Die Huthaut ist feucht schmierig, in der Mitte oft radial aderig-runzelig und lange speckig glänzend. Sie ist weit abziehbar.
Die Lamellen sind jung blass cremefarben, bald satt buttergelb und bei Reife ockergelb gefärbt. Sie sind vorne abgerundet, ziemlich breit oder bauchig und an der Basis queradrig verbunden. Sie stehen mehr oder weniger entfernt und sind am Rand oft unauffällig rötlich überlaufen.
Der Stiel ist weiß, 3–9 cm lang und 0,5–2 cm breit, leicht keulig erweitert. An der Basis ist der Stiel oft rosa angehaucht. Das Stielfleisch ist sehr mürbe und zuletzt hohl. Das Fleisch ist weiß, im Stiel hier und da auch leicht gelblich fleckend, und schmeckt unauffällig mild. Auch der Geruch ist unauffällig bis leicht fruchtig. Die Guajakreaktion ist schwach, mit Eisensulfat färbt sich das Fleisch rosa.

### Mikroskopische Merkmale
Die Sporen sind breit elliptisch, 8–12 µm lang und 7–9 µm breit. Sie haben isolierte, kegelige bis kurzstachlige Warzen. Die Warzen sind 0,7 µm hoch oder höher. Die Basidien sind 40–50 × 10–13 μm lang und haben vier 7–9 μm lange Sterigmen. Die Pleurozystiden (Zystiden in der Lamellenwand) sind dünnwandig, 65–95 μm lang und 10–11 μm breit, selten breiter. Sie sind zylindrisch bis leicht keulenförmig, oben meist zugespitzt, selten stumpf, und meist mit einem 2–3,5 μm langen, zylindrischen Anhängsel versehen.
Die Huthaut enthält zahlreiche schlanke, keulenförmige, 6–8 µm breite Pileozystiden, die entweder gar nicht oder aber einfach oder zweifach septiert sein können. Sie sind bis zu 100 µm lang und färben sich unter Zugabe von Sulfovanillin. Die Hyphen-Endzellen der Huthaut sind mehr oder weniger länglich, 2–4 µm breit, manchmal fast keulenförmig und enthalten vakuoläre Pigmente.

## Ökologie
Wie alle Täublinge ist der Milde Glanz-Täubling ein Mykorrhizabildner, der vorwiegend mit verschiedenen Birkenarten eine Symbiose eingeht. Neben Birken kann der Pilz auch mit Fichten, noch seltener mit anderen Laubbäumen eine Partnerschaft eingehen. Man findet den Milden Glanz-Täubling an Wasserstandorten, wie torfmoosreichen Flach-, Zwischen- oder Hochmooren, in Moorbirkenwäldern, Birkenbrüchen, an Bachrändern oder Entwässerungsgräben, gerne inmitten von Torfmoos. Als wasserliebende Art bevorzugt der Pilz stark saure bis schwach basische, extrem nährstoffarme Nassböden, mit oft nur einer geringen Humusauflage. Der Pilz kommt vom Flachland bis in das höhere Bergland vor. Die Fruchtkörper erscheinen von Juli bis Oktober, selten früher.

## Verbreitung

Europäische Länder mit Fundnachweisen des Milden Glanz-Täublings.
Legende:
Länder mit Fundmeldungen
Länder ohne Nachweise
keine Daten
außereuropäische Länder

Der Milde Glanz-Täubling ist eine Art, die fast auf der gesamten nördlichen Hemisphäre zu finden ist. Im Norden dringt sie bis in die subarktischen Bereiche vor, im Süden bis in die mediterrane Zone. Man findet den Pilz in Nordasien im Kaukasus, in Sibirien und Russland-Fernost, in Nordamerika (Kanada USA), in Grönland und in Europa. In Europa wurde die Art im Westen von Frankreich über die Niederlande bis Großbritannien, im Osten bis nach Weißrussland nachgewiesen. Im Norden ist der Täubling in ganz Fennoskandinavien nördlich bis Lappland verbreitet, in Südeuropa wird er nur sehr vereinzelt gefunden.
In Deutschland findet man den Pilz ziemlich lückig gestreut von den Nord- und Ostseeinseln bis hin zum Hochrhein und dem Alpenvorland.

## Systematik

### Infragenerische Einordnung
Der Milde Glanz-Täubling ist die Typart der Untersektion Sphagnophilinae. In dieser Untersektion werden kleine bis mittelgroße Arten zusammengefasst, die meist rötlich, purpurn oder violett gefärbte Hüte und einen milden Geschmack haben. Das Sporenpulver ist creme- bis ockerfarben.

### Formen und Varietäten
Folgende Formen und Varietäten des Milden Glanz-Täubling wurden beschrieben:
| Varietät                                                | Autor                           | Beschreibung |
| ------------------------------------------------------- | ------------------------------- | --- |
| Russula nitida var. sphagnophila (Moortorf-Täubling)    | (Kauffman) Krieglsteiner (2000) | Diese Varietät kommt in Feuchtgebieten, an Seen, Teichen oder Tümpeln, meist direkt im Torfmoos vor. Der Stiel ist nur selten rosa überhaucht. Ursprünglich wurde die Varietät vom amerikanischen Mykologen Kauffman als eigenständige Art Russula sphagnophila beschrieben. Das lateinische Epitheton bedeutet Torfmoos (Sphabnum) liebend. Der Hut ist 3-5 (7) cm breit, ziemlich zerbrechlich mit deutlich streifig-gefurchtem Rand. Der Hut ist blass kupferbraun. Die Farben können aber zwischen grünlich, bräunlich oliv oder violett bis blass weinrot oder auch selten rötlich variieren Der Hut kann aber auch komplett ausgebleicht sein, wie bei var. pallida. Die Lamellen stehen entfernt und sind cremeweiß, das Sporenpulver ist fast cremefarben. Der weiße und selten rötlich überhauchte Stiel ist 4–6 × 0,8–1 cm lang und breit, hohl, mit mehr oder weniger verdickter Mitte. Er ist sehr weich und leicht zusammendrückbar, an der Basis ist er fast rostfarben, fein runzelig oder fein längsadrig. Das Fleisch ist zerbrechlich, weiß bis leicht gelblich mit einem Geruch ähnlich wie beim Grünvioletten Täubling Russula violacea. Das Fleisch schmeckt mild, doch nach längerem Kauen fast bitter. Die Sporen 8–10 µm lang und 6,5–7,5 µm breit und fast netzig ornamentiert. Die Zystiden sind bis zu 100 × 10 µm lang. Die Pileozystiden sind 4-8 µm breit und nicht oder fast nicht septiert. |
| Russula nitida f. pseudoamethystina                     | Sing.                           | Der Hut ist blauviolett bis fleischfarben, violett mit blass rotbräunlicher, blasser oder gleichfarbiger Mitte, oft ausbleichend. Sonst gleich dem Typus. Nadelwald. Juli–Oktober. Bayern, Trentino. Sicher weiter verbreitet. |
| Russula nitida f. olivascens                            | Gill.                           | Der Hut ist schmutzig purpurn gefärbt, von der Mitte aus mit starker grünlicher oder olivfarbener Beimischung, teilweise auch ganz grün. Sonst wie Typus. Nadelwald. Juli–Oktober. Frankreich, Deutschland. Sicher weiter verbreitet. |
| Russula nitida var. heterosperma                        | (Sing.) Bon                     | Die Sporen haben niedrige, dornige, fast verbundene Warzen und überschreiten im Allgemeinen nicht die Länge von 9 µm. Die Farben sind wie beim Typ oder stumpfer, fast schwarz-braun bis lila oder fast oliv. Die Pileozystiden oft septiert. |
| Russula nitida f. olivaceoalba                          | (Sing.) Bon                     | Wie beim Typus weisen die 10 µm breiten Sporen meist isoliert stehende Warzen auf, diese sind aber oft kleiner. Die Farben sind stumpf ohne rosa oder violette Tönung. Meist ist der Hut fast kupfern auf gelblichem Grund, schwärzlich braun mit oliv- bronzefarbenem Ton, bisweilen auch trüb beige ausblassend. Die Huthautanatomie entspricht der des Typus. Der Pilz bildet mit verschiedenen Laubbäumen eine Mykorrhiza aus, bevorzugt dabei aber Birken. Die Form ist nicht hygrophil, bevorzugt also keine durchfeuchteten Standorte. |
| Russula nitida var. saliceticola (Zwergweiden-Täubling) | Sing.                           | Der Zwergweiden-Täubling ist eine alpine Varietät, die mit Krautweiden (Salix herbacea) eine Mykorrhiza ausbildet. Der Hut ist klein, etwa 2 cm breit, dunkel purpurn gefärbt und am Rand gerieft. Die Sporen haben kammartige Warzen, die manchmal fast feinnetzig miteinander verbunden sind. Diese Varietät wurde als Russula saliceticola auch als eigenständige Art beschrieben. |

## Bedeutung
Der Milde Glanz-Täubling ist essbar.